# Санкт-Петербургский Елизаветинский институт
Елизаветинский институт (Елизаветинское училище) — учебное заведение для женщин, существовавшее в столице Российской империи, городе Санкт-Петербурге, в XIX — XX веке.

## История
В 1806 году жена полковника Гаврилова основала «Дом трудолюбия» для пятидесяти девушек, из семей штаб- и обер-офицеров, которые рано осиротели, практически лишившись средств к существованию. Основное занятие воспитанниц состояло в изучении рукоделий.
С 1816 года заведение, по соизволению императрицы Елизаветы Алексеевны, стало существовать под патронажем Женского патриотического общества, которое было создано по её указу. В этом же году заведению был пожалован каменный двухэтажный с двумя одноэтажными флигелями дом № 14 на 13-й линии Васильевского острова, где в 1827—1828 годах под руководством архитектора Александра Егоровича Штауберта были проведены масштабные перестройки; 31 октября 1828 года, была освящена домовая православная церковь во имя Святого Спиридона Тримифунтского.
Основной заявленной целью учреждения было заявлено сделать из воспитанниц «добрых жен, попечительных матерей, примерных наставниц для детей и хозяек, способных трудами своими и приобретенными искусствами доставлять себе и семейству средство к существованию».
С 1 января 1829 года «Дом трудолюбия» получил самостоятельность; 16 января был принят его устав, по которому в заведении обучалось 160 девиц — 80 казённых, 80 своекоштных (с платой в год 142 рублей серебром). По достижении двадцати лет воспитанницам выдавались аттестаты и накопленная сумма от продажи их работ; беднейшие дополнительно получали единовременные пособия из процентов с назначенных для этой цели капиталов.
В 1847 году высочайшим указом Николая I Санкт-Петербургский, Московский и Симбирский Дома трудолюбия были переименованы в Елизаветинские училища, — в честь их покровительницы Елизаветы Алексеевны.
С 1854 года училище стало относиться к Ведомству учреждений императрицы Марии; 30 августа 1855 года был утверждён его новый устав, по которому обучение длилось 6 лет; при приеме девочки 10—12 лет должны были уметь читать и писать на русском языке и каком-либо одном из иностранных.
В 1870-е годы в Санкт-Петербургском Елизаветинском училище обучались более двухсот девушек. Ежегодная плата за обучение составляла 300 рублей. Как правило, эта сумма вносилась различными благотворительными организациями, частными инвесторами, спонсорами, меценатами, и казной.
С 15 февраля 1892 года, по личному ходатайству Великой княгини Елизаветы Федоровны училище официально получило статус дворянского института (учебного заведения 2-й категории) с двумя специальными педагогическими классами, по 12 человек в каждом.
Санкт-Петербургский Елизаветинский институт в то время считался одним из престижных заведений российской столицы и потому, было немало желающих отдать своих дочерей на обучение именно туда. Поэтому, институт принимал учениц и на платной основе. В основном это были дочери русских и иностранных купцов и других не податных сословий. Плата за обучения составляла для них 350 рублей (на 1890 год).

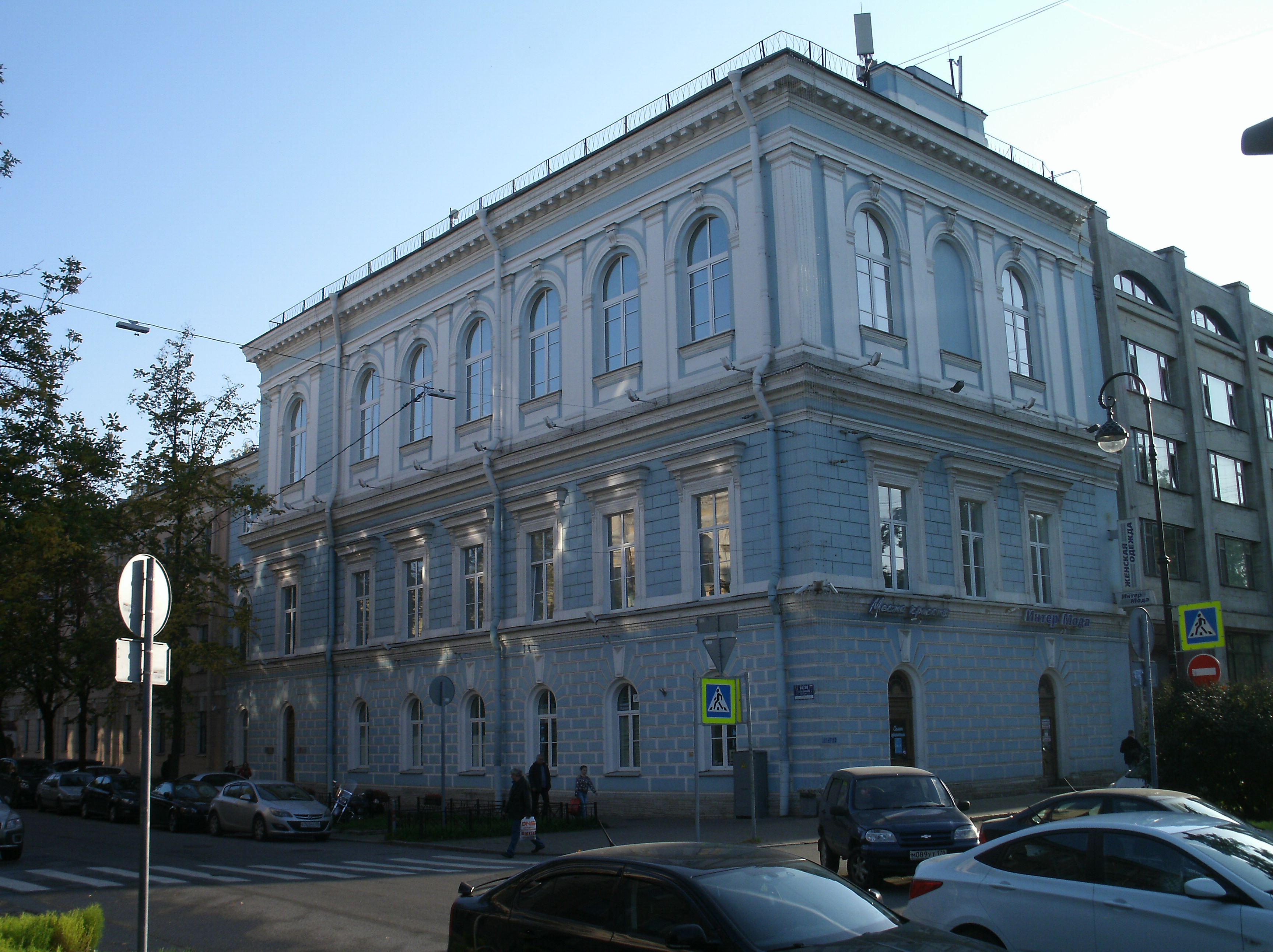
Церковный корпус института на углу Большого проспекта

В конце XIX века архитектор Роберт Андреевич Гедике построил (1893—1896) на том же участке (на углу Большого проспекта Васильевского острова и 13-й линии) новый корпус института с церковью во имя Святого Спиридона Тримифунтского, которая располагалась на верхнем этаже здания.
При Санкт-Петербургском Елизаветинском институте назначались два опекуна имеющих воинское звание генерал-лейтенанта. В разное время опекунами при институте состояли А. А. Горяйнов, М. М. Лазарев, М. И. Ушаков.
Вскоре после октябрьской революции, в 1918 году Санкт-Петербургский Елизаветинский институт был закрыт.
При советской власти здания принадлежащие институту занимали различные учебные заведения СССР, затем детская библиотека имени А. Н. Островского, затем там расположилась одна из проектных организаций города, в настоящее время здание занимает бизнес-центр «Елизаветинский».

## Начальницы
- 1806—1815: Гаврилова
- 1815—1817: А. М. Козловская
- 1817—1819: Л. Ф. Вистенгаузен
- 1819—1822: Говен
- 1822—1828: Д. М. Ребиндер
- 1828—1830: М. А. Лебедева
- 1830—1852: А. Ф. фон Бистром
- 1852—1856: Любовь Александровна Безобразова (1811—1859), жена С. Д. Безобразова.
- 1856—1863: Е. Н. Шостак
- 1863—1876: княгиня Софья Николаевна Голицына
- 1876—1898: Елизавета Николаевна Клингенберг[2] (1829—1898)
- 1899: М. Ф. Краузе
- 1899—1903: княгиня Е. М. Урусова
- 1903: Э. Ф. Петерсен
- 1904—1908: Елизавета Михайловна Ершова (1854—1923), вдова генерал-майора В. И. Ершова.
- 1908—1918: М. Л. Казем-Бек

## Педагоги
- Аггеенко, Владимир Наумович
- Гиппиус, Густав Адольф
- Краевич, Константин Дмитриевич
- Красницкий, Владимир Дмитриевич
- Кологривова Варвара Николаевна-педагог, член учебной конференции.
- Эвальд, Эдуард Фёдорович

## Выпускницы
- Аладьина, Елизавета Васильевна — автор «Воспоминаний институтки»
- Бестужева, Вера Сергеевна (1912)
- Кологривова Надежда Алексеевна, (Павлинова, Брак) (14.10.1900-11.07.1994) окончила Смольный в 1917 году, 85 выпуск.12 июля 1966 года награждена Орденом пальмовой ветви в Париже.